# An Yong-bok
An Yong-bok fue un pescador y diplomático civil en el reino de rey Sukjong de Dinastía Joseon (actual Corea). Él trasladó a Japón dos veces en 1693 y 1696, para alegar que Ulleungdo (Isla Ulleung) y Dokdo (Isla Dok) pertenecían al territorio de la Dinastía Joseon. An Yong-bok fue secuestrado por pescadores japoneses en 1693, y comenzó el ‘incidente de An Yong-bok’ que duraba 5 años. 
El secuestro de An Yong-bok condujo a la revelación de los actos ilegales de transgresión frontera y pesca de los pescadores japoneses, y se engrandó el asunto en las negociaciones diplomáticas entre Joseon y Japón, finalmente se expandió a la cuestión de la soberanía territorial de Ulleungdo. El asunto se culminó, cuando el Edo Shogunate (el gobierno japonés) dio la orden de prohibición de traslado a Ulleungdo y Dokdo a los pescadores japoneses.
Como resultado, el incidente se convirtió en una oportunidad para asegurar que Ulleungdo y Dokdo eran territorios de Joseon. Además, el gobierno de Joseon  reanudó la actividad de Regularización de Monitoreo y Vigilancia de Ulleungdo y Dokdo, y también empezó a administrar y supervisar periódicamente las islas cuales había dejado vacías por la política.

## El contexto de ´El incidente de An Yong-bok’
La política del gobierno de Joseon con respecto a Ulleungdo y Dokdo era repatriar los residentes originales.  La política de repatriación quiere decir ¨trasladar toda la gente en las islas a la tierra para la seguridad y también para protección de la invasión externa¨. A través de esta política, el pueblo que vivía en las islas fue protegido desde la invasión de los Waegu (asaltantes japoneses) pero resultó que Ulleungdo y Dokdo se convirtieran en unas  islas vacías. Sin embargo, debido a la hambruna y la enfermedad causada por la continua mala cosecha, muchas personas visitaron a Ulleungdo y Dokdo para pescar o recolectar namul (hojas e hierbas comestibles). Es decir, Ulleungdo y Dokdo no estaban habitados por personas, pero eran prácticamente visitados por muchas personas para pesca y namul (hojas e hierbas comestibles).
Por otro lado, los pescadores japoneses comenzaron a pescar en Ulleungdo con el permiso de visita a Ulleungdo, expedido en 1625 por el Edo Shogunate, y desde ese entonces los pescadores japoneses han ejercido los derechos del área marítima de Ulleungdo sin fundamento legal. El permiso de visita a Ulleungdo fue de un solo uso, sin embargo, los  pescadores japoneses seguían visitando a Ulleungdo  continuamente.

## Desarrollo de ‘El incidente de An Yong-bok’

### 1. El primer traslado de An Yong-bok a Japón (Incidente de secuestro de An Yong-bok en 1693)
An Yong-bok escuchó de los pescadores coreanos que Ulleungdo tenía muchos productos del mar, y visitó a pescar. Pero fue secuestrado y trasladado a Japón por los pescadores japoneses junto con Park Eo-dun, el 18 de abril de 1693.  Los pescadores japoneses en el área de Yonago creían que los pescadores coreanos habían violado sus derechos exclusivos de pesca y habían secuestrado a An Yong-bok y Park Eo-dun para obligarlos como testigos del hecho en la demanda a los pescadores coreanos ante el gobierno local de Tottori y Edo Shogunate.
El Shogunate de Edo, reportado de la información de secuestro, ordenó a la autoridad de Tsushima que regresara a An Yong-bok y Park Eo-dun al Joseon y también ordenó la negociación con Joseon por la prohibición de visita de los coreanos en Ulleungdo. De esta manera, el asunto se extendió al tema de la soberanía de Ulleungdo. El gobierno local de Tsushima se hizo su postura de que Ulleungdo era el territorio de Joseon antes de la Guerra de Imjin (Invasión japonesa a Corea de 1592-1598), pero después de la Guerra de Imjin, ya es de territorio de Japón por el hecho del gobierno de Joseon de dejar vacía la isla en cuestión.
La primera reacción de Joseon fue pasiva, sólo manifestando su confirmación con unos términos ambiguos de que Ulleungdo era territorio de Joseon. Sin embargo, en 1694, Japón solicitó nuevamente la eliminación de letra ‘Ulleung’ en los territorios de Joseon y esto provocó la reacción fuerte del gobierno de Joseon con el cambio de los líderes políticos. Por ende, la segunda reacción fue reprender a los pescadores japoneses quienes cometieron delitos de transgresión frontera y pesca ilegal y asegurarse de que Ulleungdo y Dokdo eran de territorio de Dinastía Joseon.
Por la controversia de ambas partes no se pudo solucionar el problema. Edo Shogunate comienza la investigación sobre Ulleungdo a gran escala. Durante la investigación, el Shogunate envía un cuestionario sobre Ulleungdo al gobierno local de Tottori. En respuesta al cuestionario en 1695, gobierno local de Tottori mencionó que "no hay alguna isla perteneciente a la autoridad de Tottori ni mencionar Ulleungdo o Dokdo".  Después de todo, el Shogunate dio la conclusión de ordenar a los japoneses no visitar a Ulleungdo y prohibió la visita en el futuro.

### 2. El segundo traslado de An Yong-bok a Japón (1696)
Sin notificación de la decisión del Edo Shogunate a Joseon, Se ocurrió el incidente del segundo traslado de An Yong-bok a Japón. An Yong-bok se marchó voluntariamente a Japón en marzo de 1696 con unos diez compañeros para presentar una demanda con el propósito de asegurar que Ulleungdo y Dokdo eran territorios de  Joseon. An Yong-bok y su grupo llegaron en mayo y se sometieron en una investigación japonesa. An Yong-bok, mostrando "el mapa de Joseon Paldo", protestó ante las autoridades japonesas que las islas llamadas Takeshima y Matsushima en Japón eran realmente Ulleungdo y Dokdo pertenecientes a Dongrae-bu (actual Busan), Gangwon-do, Joseon. (Actualmente, Ulleungdo y Dokdo se pertenecen a Ulleung-gun de  Provincia de Gyeongsangbukdo), Corea del Sur.)  El Shogunato no aceptó la protesta de An Yong-bok y los deportó fuera del país inmediatamente, a diferencia del primer traslado.
En agosto de 1696, An Yong-bok regresó a la prefectura de Yangyang, pero fue inmediatamente arrestado y trasladado a la prisión de Seúl. Se inició una discusión a nivel gubernamental sobre el castigo de An Yong-bok. Aunque la discusión estaba enfocada en el castigo de An Yong-bok, Yun Ji-wan y Nam Gu-man, quienes eran expertos en asuntos con Japón, reconocieron que el tratamiento del asunto del traslado de An Yong-bok se relacionaba directamente con el tema de la soberanía de Ulleungdo y la relación diplomática entre Joseon y Japón. Por lo tanto, pidieron una reacción realista y dura, y el gobierno de Joseon aceptó activamente estas opiniones. Al final, An Yong-bok se pudo salvar de pena de muerte y Joseon siguió respondiendo con fuerza a Japón. 

## El resultado de ‘El incidente de An Yong-bok’ y su implicación
En octubre de 1696, Japón envió la carta de intención del Shogunate al gobierno de Joseon de que Ulleungdo no era de Japón. En febrero de 1697 también confirmó oficialmente la prohibición de los japoneses de pesca cerca de Ulleungdo mediante la notificación de una carta oficial ante el Alcalde de Dongrae-bu (actual Busan), Lee Seo-jae. Eventualmente fue una oportunidad de confirmar que Ulleungdo y Dokdo pertenecían al territorio de Joseon. Además, a través de ‘El incidente de An Yong-bok’, se reanudó e institucionalizó la Regularización de Monitoreo y Vigilancia de Ulleungdo cual había sido suspendido temporalmente en el evento de Guerra de Imjin (Invasión japonesa a Corea de 1592-1598).